# Vatra svetog Ilije
Vatra svetog Ilije, vatra svetog Nikole, Elmova vatra ili vatra svetog Elma (po svetom Elmu, odnosno Erazmu, zaštitniku pomoraca) je gotovo neprekidno slabo do umjereno električno izbijanje u atmosferi praćeno svjetlošću, koje se zapaža na povišenim objektima (gromobranima, vjetruljama, jarbolima, općenito šiljcima i izloženim dijelovima, pa i na krilima i elisama zrakoplova). Pojavljuje se za izraženih grmljavinskih oluja kada je vrlo pojačano električno polje u donjem sloju atmosfere. U hrvatskoj se tradiciji ta pojava vezuje uz svetog Nikolu, zaštitnika pomoraca i putnika, pa se koristi i naziv vatra svetog Nikole (prvi zapis kod Benedikta Kotruljevića u djelu O plovidbi, 1464.). U meteorologiji je u uporabi i naziv vatra svetog Ilije. "Vatra" svetog Ilije je zapravo plazma niske gustoće i niske temperature. Pojava je posebno poznata mornarima jer se pojavljuje tijekom nevremena na jarbolima brodova. Električnu prirodu pojave prvi je objasnio Benjamin Franklin.

## Promatranja
Vatra svetog Ilije je tiho luminiscentno električno pražnjenje iz istaknutih zašiljenih objekata na Zemljinoj površini kao što su gromobrani, jarboli, tornjevi, dimnjaci, a može se vidjeti i na krilima aviona. Može se zapaziti čak na lišću, travi, pa čak na vrhovima rogova stoke. 

### Naučna objašnjenja
Šiljasti predmeti izazivaju deformaciju električnog polja u svojoj okolini. Linije polja električnog potencijala su nad zašiljenim objektima gušće, te električno polje može premašiti kritičnu vrijednost (3 MV/m) i dolazi do električnog izboja elektrona u mlazu, do sekundarne ionizacije, praćene svjetlucanjima u obliku vijenca ili korone oko predmeta, koji je izazvala pojava. Veličina vijenca ovisi o jakosti naboja oko šiljka. Pri pozitivnom naboju je veći, a boja svjetlucanja je ljubičasta. Pri negativnom naboju vijenac je manji, a svjetlucanje je svjetlije i plavkasto. Dušik i kisik iz Zemljine atmosfere uzrokuju ljubičasta i plavkasta svjetlucanja; a to je sličan mehanizam koji uzrokuje da neonska cijev svijetli. Područje svjetlucanja je zapravo plazma, male gustoće izazvana razlikom potencijala iznad vrijednosti dielektričnog praga električnog proboja u zraku. 

### Povijesni izvještaji
U Kini se naziva vatra božice Mazu i vjeruje se da ona stvara vatru na jarbolima brodova da vodi izgubljene mornare. 
U staroj Grčkoj jedna vatra se nazivala Helena, a dvije Kastor i Poluks.
U starom Rimu opisi vatru svetog Ilije je opisao Julije Cezar i Plinije Stariji.
Antonio Pigafetta je zapisao u svome brodskom dnevniku Vatru svetog Ilije, dok je putovao s Ferdinandom Magellanom na prvom putu oko svijeta. 
Zabilježio ju je i Charles Darwin dok je bio na poznatom putovanju s brodom “Beagle”, dok su bili na sidru u zaljevu rijeke La Plata. 
Vatra svetog Ilije je zabilježena i za vrijeme pada Carigrada koje je izvelo Osmansko carstvo 1453. Često je viđena s topa koji je bio smješten u Carigradskom hipodromu. 
U hrvatskom jeziku je naziv vatra svetog Nikole stariji i zapisan je već u 15. st. u knjizi Dubrovčanina B. Kortuljevića (M.Vučetić, 2004.).
26 kolovoza 1883. je britanski ratni brod “Charles Ball” svjedočio eksploziji vulkana Krakatoa i tada su primijetili veličanstvenu vatru svetog Ilije na jarbolima uzrokovanu statičkim elektricitetom, koje je nastalo zbog kretanja malenih djelića stijena i kapljica vode u vulkanskom dimu. 
Veličanstvena vatra svetog Ilije je viđena 1995. dok su istraživači sa Sveučilišta Aljaska letjeli iznad Amazone.

## Vanjske poveznice
|  | Zajednički poslužitelj ima još gradiva o temi Vatra svetog Ilije |